# NGC 3027
NGC 3027 é uma galáxia espiral barrada (SBcd) localizada na direcção da constelação de Ursa Major. Possui uma declinação de +72° 12' 15" e uma ascensão recta de 9 horas, 55 minutos e 40,3 segundos.
A galáxia NGC 3027 foi descoberta em 3 de Abril de 1785 por William Herschel.